# Mérges
Mérges là một thị trấn thuộc hạt Győr-Moson-Sopron, Hungary. Thị trấn này có diện tích 6,51 km², dân số năm 2010 là 84 người, mật độ 13 người/km².